# 4 ноември
4 ноември е 308-ият ден в годината според григорианския календар (309-и през високосна година). Остават 57 дни до края на годината.

## Събития
- 1429 г. – Арманяк-бургундска гражданска война: Жана д'Арк освобождава Сен Пиер льо Мутие.

- 1501 г. – Катерина Арагонска (по-късно първа съпруга на Хенри VIII) среща Артър, принц на Уелс, по-възрастния брат на Хенри VIII, за когото по-късно същата година се омъжва.
- 1576 г. – Осемдесетгодишната война: Във Фландрия, Испания превзема Антверпен (и след три дни градът е почти разрушен).

- 1783 г. – Симфония № 36 на Волфганг Амадеус Моцарт и изпълнена за пръв път в Линц, Австрия.
- 1798 г. – Започва руско-османската обсада на остров Корфу срещу французите.
- 1842 г. – Ейбрахам Линкълн се жени за Мари Тод.
- 1848 г. – Във Франция е приета конституцията на Втората френска република.
- 1856 г. – В Галац се провежда първата конференция на държавите, извършващи корабоплаване по Дунав.
- 1906 г. – Съставено е двадесет и седмото правителство на Княжество България, начело с Димитър Петков.
- 1912 г. – Балканската война: Започва Битката при Чаталджа – първият опит на българите да преодолеят защитната линия на османската Чаталджанска армия на подстъпите към столицата Константинопол.
- 1913 г. – В България е учреден Върховен административен съд.
- 1918 г. – Първата световна война: Австро-Унгария подписва акт за капитулация.
- 1922 г. – В Египет, британският археолог Хауърд Картър открива гробницата на фараона Тутанкамон в Долината на царете.
- 1942 г. – Втората световна война: Втората битка при Ел Аламейн (Северна Африка) завършва с победа на британската армия над войските на хитлеристка Германия.
- 1945 г. – Ръководителят на българските комунисти Георги Димитров се завръща от Москва в България след 22-годишна емиграция.
- 1946 г. – Влиза в сила уставът на ЮНЕСКО, ратифициран от двадесет държави.
- 1950 г. – В Рим започва подписването на Европейската конвенция за защита правата на човека и основните свободи.
- 1952 г. – Създадена е Българската търговско-промишлена палата.
- 1952 г. – Дуайт Айзенхауър е избран за 34-ти президент на САЩ.

- 1956 г. – Съветски военни сили нахлуват в Унгария, за да потушат избухналото на 23 октомври въстание срещу комунистическия режим; хиляди са убити и ранени, а почти четвърт милион напускат страната.
- 1962 г. – На пленум на ЦК на БКП Антон Югов е освободен от поста министър-председател на България, а Вълко Червенков е изключен от БКП.
- 1979 г. – Ирански гвардейци превземат посолството на САЩ в Техеран и държат повече от 440 дни 90 заложници, 63 от които са американци.
- 1980 г. – Роналд Рейгън е избран за 40-и президент на САЩ.
- 1981 г. – СССР е изстрелва автоматичния космически апарат Венера 14.
- 1995 г. – Министър-председателят на Израел Ицхак Рабин е смъртоносно прострелян на площад в Тел Авив от израелски студент.
- 2004 г. – САЩ признава Република Македония под конституционното ѝ име.
- 2008 г. – Барак Обама става първият афроамериканец, който печели изборите за президент на САЩ.
- 2010 г. – Самолетът, който изпълнява полет 883 на „Еъро Карибиън“ се разбива в Санкти Спиритус, Куба и убива всички 68 души на борда.
- 2015 г. – Министър-председателят на Румъния Виктор Понта подава оставка след 20-хиляден протест, във връзка с трагедията в дискотека „Колектив“, при която загиват над 30 души, а 140 са тежко ранени.

## Родени
- 1407 г. – Едуард V, крал на Англия († 1483 г.)
- 1575 г. – Гуидо Рени, италиански художник († 1642 г.)
- 1618 г. – Аурангзеб, император на Индия († 1707 г.)
- 1731 г. – Мария Жозефа Саксонска, дофина на Франция († 1767 г.)
- 1744 г. – Йохан III Бернули, швейцарски математик († 1807 г.)
- 1765 г. – Пиер-Симон Жирар, френски инженер († 1836 г.)
- 1770 г. – Франсоа Пуквил, френски дипломат и учен († 1838 г.)
- 1864 г. – Георги Колушки, български химик († 1944 г.)
- 1873 г. – Джордж Едуард Мур, британски философ († 1958 г.)
- 1883 г. – Владимир Василев, български критик († 1963 г.)
- 1891 г. – Иван Наков, български политик († 1977 г.)
- 1908 г. – Джоузеф Макарти, американски политик († 1957 г.)
- 1908 г. – Юзеф Ротблат, британски физик, Нобелова награда за мир през 1995 г. († 2005 г.)
- 1918 г. – Арт Карни, американски актьор († 2003 г.)
- 1932 г. – Томас Клестил, президент на Австрия († 2004 г.)
- 1933 г. – Чарлз Као, китайски инженер, Нобелова награда за физика през 2009 г. († 2018 г.)
- 1940 г. – Марлен Жобер, френска актриса
- 1946 г. – Лора Буш, първа дама на САЩ
- 1950 г. – Чарлз Фрейзър, американски писател
- 1951 г. – Траян Басеску, президент на Румъния
- 1953 г. – Карлос Гутиерес, американски политик
- 1957 г. – Диляна Грозданова, български журналист
- 1957 г. – Хансйорг Шертенлайб, швейцарски писател
- 1965 г. – Джеф Скот Сото, американски музикант
- 1965 г. – Уейн Статик, американски музикант († 2014 г.)
- 1969 г. – Матю Макконъхи, американски актьор
- 1969 г. – Шон Комбс, американски музикант
- 1972 г. – Луиш Фиго, португалски футболист
- 1977 г. – Евгения Раданова, българска състезателка по шорттрек
- 1977 г. – Христо Йовов, български футболист
- 1979 г. – Одри Холандър, американска порноактриса
- 1982 г. – Нийл Мелър, английски футболист
- 1983 г. – Иржи Билек, чешки футболист
- 2006 г. - Кирил Велинов, български футболист

## Починали
- 1584 г. – Карло Боромео, италиански духовник (* 1538 г.)
- 1847 г. – Феликс Менделсон Бартолди, германски композитор (* 1809 г.)
- 1918 г. – Уилфред Оуен, английски поет (* 1893)
- 1929 г. – Карл фон ден Щайнен, германски етнолог (* 1855 г.)
- 1952 г. – Иван Лазаров, български скулптор (* 1889 г.)
- 1966 г. – Веселин Ханчев, български поет (* 1919 г.)
- 1981 г. – Петър Димков, народен лечител (* 1886 г.)
- 1995 г. – Ицхак Рабин, министър-председател на Израел, Нобелова награда за мир през 1994 г. (* 1922 г.)
- 1995 г. – Жил Дельоз, френски философ (* 1925 г.)
- 2001 г. – Никола Ганчев, български кавалджия и педагог (* 1919)
- 2008 г. – Майкъл Крайтън, американски писател (* 1942 г.)
- 2011 г. – Норман Рамзи, американски физик, Нобелова награда за физика през 1989 г. (* 1915 г.)

## Празници
- Ден на Европейската конвенция за правата на човека
- Професионален празник на русенските корабостроители – През 1881 г. в Русе е построен първият български кораб „Бот-1“ с дължина 16 м, широчина 3 м и водоизместимост 60 тона, с което се поставя началото на българското корабостроене. Чества се от 1993 г.
- Русия – Ден на народното единство
- Доминика – Ден на Общността
- Тонга – Празник на конституцията
- Северни Мариански острови – Ден на гражданството